# Киселёв, Александр Николаевич (работник связи)
Александр Николаевич Киселёв (30 января 1962, Ленинград) — генеральный директор ФГУП «Почта России» с 2009 года по 19 апреля 2013 года, президент Национальной ассоциации участников электронной торговли.

## Биография
- 1984 — окончил восточный факультет ЛГУ (отделение Японии) по специальности «востоковед-историк».
- 1984—1991 — работал в системе Академии наук СССР, исполкомах Ленинградского горсовета и Ленинградского облсовета.
- 1991—1995 — на руководящих должностях в компании «DHL-International» в региональном отделении «Россия и СНГ».
- 1995—1998 — руководитель регионального отделения компании «Energizer» в Санкт-Петербурге.
- 1999—2000 — генеральный директор ЗАО «Нева-пресс».
- 2000—2002 — заместитель министра связи и информатизации РФ.
- 2002—2004 — первый заместитель министра связи и информатизации РФ.
- 2004—2006 — помощник министра информационных технологий и связи РФ.
- В феврале 2004 года был избран президентом НАУЭТ[1].
- 2006—2009 — генеральный директор ОАО «Связьинвест».
- С 2004 — президент Национальной ассоциации участников электронной торговли.
- 2009—2013 — генеральный директор ФГУП «Почта России».

## Почта России
- В Министерстве связи курировал работу почты.
- 12 февраля 2009 года назначен исполняющим обязанности генерального директора ФГУП «Почта России».
- 11 марта 2009 года назначен генеральным директором ФГУП «Почта России».
- В интервью газете «Коммерсантъ» заявил[2] о намерении начать процесс акционирования предприятия.

## Личное
- Владеет японским, китайскими французским и английским языками.
- Женат. Имеет пятерых детей.

## Награды
- Орден Дружбы Республики Южная Осетия (2012) — за вклад в восстановление почтовой связи в республике[3].
- Командор ордена Звезды Италии (2 мая 2012 года)[4].